# Bluebird (album)
| Recensione                        | Giudizio    |
| --------------------------------- | ----------- |
| AllMusic                          | [ 1 ]       |
| The New Rolling Stone Album Guide | [ 2 ]       |
| Sputnikmusic                      | 3.5 (Great) |
| Dizionario del Pop-Rock           | [ 4 ]       |
| 24.000 dischi                     | [ 5 ]       |

Bluebird è un album discografico in studio della cantante statunitense Emmylou Harris, pubblicato dalla casa discografica Reprise Records nel gennaio del 1989.

## Tracce
Lato A
1. Heaven Only Knows – 3:36 (Paul Kennerley)
2. You've Been on My Mind – 2:54 (Rodney Crowell)
3. Icy Blue Heart – 4:08 (John Hiatt)
4. Love Is – 3:53 (Kate McGarrigle, Anna McGarrigle, Jane McGarrigle)
5. No Regrets – 5:38 (Tom Rush)

Lato B
1. Lonely Street – 3:14 (Carl Belew, W S Stevenson, Kenny Sowder)
2. Heartbreak Hill – 3:12 (Emmylou Harris, Paul Kennerley)
3. I Still Miss Someone – 2:51 (Johnny Cash, Roy Cash, Jr.)
4. A River for Him – 5:02 (Emmylou Harris)
5. If You Were a Bluebird – 4:44 (George Hancock)

## Musicisti
- Emmylou Harris - voce, chitarra acustica, percussioni
- Emmylou Harris - chitarra ritmica elettrica (brano: Icy Blue Heart)
- Richard Bennett - chitarra acustica, chitarra elettrica, chitarra a 12 e 6 corde, basso a 6 corde, percussioni
- Steve Fishell - chitarra pedal steel, dobro acustico
- Kieran Kane - mandolino
- Kate McGarrigle - accordion
- Carl Marsh - sintetizzatore, organo B-3
- Glen D. Hardin - pianoforte acustico, sintetizzatore ensonic
- David Pomeroy - basso acustico, basso elettrico, contrabbasso elettrico
- Billy Thomas - batteria, percussioni
- Bonnie Raitt - chitarra elettrica slide (brano: Icy Blue Heart)
- Michael Henderson - chitarra elettrica slide (brano: No Regrets)
- Kenny Malone - percussioni (brano: Lonely Street)
- Emory Gordy, Jr. - arrangiamento e conduttore strumenti ad arco
- The Mandolin Orchestra (Richard Bennett, Glen Duncan, Mark O'Connor e Marty Stuart) nel brano: If You Were a Bluebird
- Kate and Anna McGarrigle - accompagnamento vocale, cori (brani: Love Is e I Still Miss Someone)
- Bonnie Raitt - accompagnamento vocale, cori (brano: Icy Blue Heart)
- Ashley Cleveland e Harry Stinson - accompagnamento vocale, cori (brano: You've Been on My Mind)
- Donivan Cowart e Barry Tashian - accompagnamento vocale, cori (brano: Heartbreak Hill)
- Pam Rose e Mary Ann Kennedy - accompagnamento vocale, cori (brano: No Regrets)
- Billy Thomas, Barry Tashian e Harry Stinson - accompagnamento vocale, cori (brani: Heaven Only Knows e If You Were a Bluebird)

Note aggiuntive
- Richard Bennett e Emmylou Harris - produttori
- Registrazioni effettuate al Digital Recorders di Nashville, Tennessee (Stati Uniti)
- Donivan Cowart - ingegnere delle registrazioni (eccetto i brani: You've Been on My Mind e Love Is)
- Mark Richardson - ingegnere delle registrazioni (solo i brani: You've Been on My Mind e Love Is)
- Eric Paul - assistente ingegneri delle registrazioni
- Mixato da George Massenburg al The Complex, assistito da Sharon Rice e Paul Dieter, ed al Digital Recorders, assistito da Eric Paul
- Janet Levinson - art direction e design album
- Caroline Greyshock - fotografia[8]

## Classifica
Album
| Anno | Classifica         | Posizione raggiunta |
| ---- | ------------------ | ------------------- |
| 1989 | Top Country Albums | 15                  |

Singoli
| Anno | Titolo del brano     | Classifica        | Posizione raggiunta |
| ---- | -------------------- | ----------------- | ------------------- |
| 1989 | Heartbreak Hill      | Hot Country Songs | 8                   |
| 1989 | Heaven Only Knows    | Hot Country Songs | 16                  |
| 1989 | I Still Miss Someone | Hot Country Songs | 51                  |